# Крингуріле-де-Сус
Крингуріле-де-Сус (рум. Crângurile de Sus) — село у повіті Димбовіца в Румунії. Входить до складу комуни Крингуріле.
Село розташоване на відстані 76 км на північний захід від Бухареста, 24 км на південний захід від Тирговіште, 123 км на північний схід від Крайови, 102 км на південь від Брашова.

## Населення
За даними перепису населення 2002 року у селі проживали 488 осіб, з них 485 осіб (99,4%) румунів. Рідною мовою 485 осіб (99,4%) назвали румунську.